# نسخ آلي
النسخ الآلي يراد به نسخ الحروف المعتمل بالآلة، أي استعمال الآلة (الحاسوب في الغالب) في إبدال الحرف بما أشبهه من حروف لغة أخرى ومن ثم كتابة كلمات اللغة الأولى بحروف اللغة الثانية.

## وصلات خارجية
- Yaser Al-Onaizan, Kevin Knight. Machine transliteration of names in Arabic text